# Carl Mauritz von Gertten
Carl Mauritz von Gertten, född 23 april 1731 på Paloniemi rusthåll, Lojo socken, Nyland i nuvarande Finland, död 5 september 1798 i Linköping, var en svensk militär.

## Bakgrund[1]
von Gertten var son till Mauritz Johan von Gertten och dennes första fru Agnes Margareta Ribe; fadern slutade som överste vid Kronobergs regemente. Han skrevs redan som 11-åring in som volontär vid Nylands regemente och 1747 befordrad till sergeant. Den 31 december 1748 fick han sin officersfullmakt och befordrades till fänrik vid regementet för att den 21 augusti 1750 befordras till löjtnant. 1754 flyttade han från Nyland till Västmanland och gick in som löjtnant vid Västmanlands regemente den 21 mars 1754.
Den 3 januari 1759 utnämndes han till stabsadjutant hos den dåvarande generalmajoren Samuel Gustaf Stierneld och deltog därmed även i det Pommerska kriget, och han tilldelades Svärdsorden för sina insatser. Därefter kom befordringarna snabbt, den 1 december 1763 blev han kapten i Armén, den 8 december samma år stabskapten vid regementet för att den 18 mars 1765 bli kapten vid Prins Fredrik Adolfs värvade infanteriregemente, varför han flyttade tillbaka till Finland där regementet var förlagt. Den 27 mars 1770 blev han major i armén, och kort därefter utfördes målningen av honom i sin uniform. Den 13 september 1772 blev han överstelöjtnant i  armén för att den 16 november bli sekundmajor vid regementet, som då bytt namn till Änkedrottningens livregemente, samt därefter premiärmajor den 11 februari 1778.
Carl Mauritz von Gerttens sista befordran kom då han var 53 år, då han blev utnämnd till överstelöjtnant vid regementet den 14 september 1784. Han anhöll om avsked endast sex veckor senare den 25 oktober 1784. Därefter flyttade han tillbaka till Sverige och Linköping. von Gertten deltog vid Riksdagen 1789 och tillhörde den grupp av adelsmän som arresterades av kung Gustav III, han sattes i arrest på Stockholms slott i Högvaktsflygeln. Han ansågs av kungen som oppositionell, och han sattes på fri fot först den 12 maj 1789, efter riksdagens slut. 
Han avled i Linköping den 5 augusti 1798.

## Utmärkelser
- Riddare av Svärdsorden - 28 april 1760